# Ptolemeusz I Soter

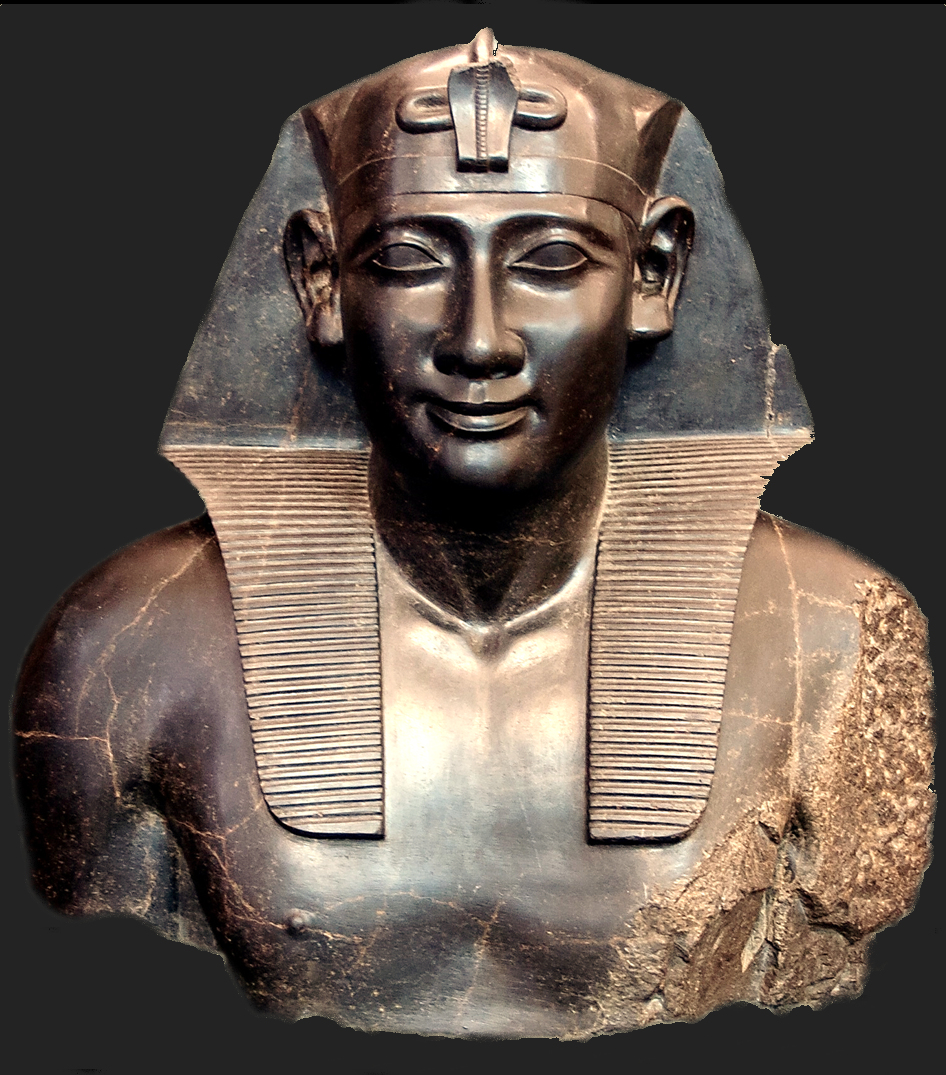
Ptolemeusz I przedstawiony jako faraon (British Museum)

Ptolemeusz I Soter (stgr. Πτολεμαῖος Σωτήρ, Ptolemaĩos Sōtḗr, ur. 367 p.n.e., zm. 283 p.n.e.) – założyciel dynastii Ptolemeuszy, władca Egiptu w latach 323–283 p.n.e., syn Lagosa i Arsinoe, mąż Artakamy, Eurydyki i Bereniki I. Ojciec: Ptolemeusza Keraunosa, Meleagra, Lizandry, Ptolemais, Teokseny, Arsinoe II, Ptolemeusza II Filadelfosa i Filotery.

## Życiorys

### Przed Egiptem
Jego ojciec nazywał się Lagos i pochodził z północno-zachodniej Macedonii. Jego matka nosiła imię Arsinoe.
Bogusław Kwiatkowski wysunął hipotezę o możliwym pokrewieństwie Ptolemeusza i Aleksandra; wg niego mogli oni być braćmi. Z pewnością Ptolemeusz był jednym z towarzyszy wychowania Aleksandra. Później był jednym z wodzów Aleksandra Wielkiego i jego bliskim przyjacielem. W 324 na politycznym weselu w Suzie pojął za żonę Artakamę, córkę Artabazosa.

### Okres przed koronacją
Po śmierci Aleksandra, w 323 p.n.e., objął rządy jako satrapa Egiptu. Brał czynny udział w wojnach diadochów. W 322 p.n.e. kazał zamordować swojego doradcę i skarbnika, Kleomenesa. Pozwoliło mu to umocnić swoją władzę i przy okazji zgarnąć olbrzymi majątek Kleomenesa zebrany na spekulacji zbożem. W tym samym roku podbił Cyrenajkę. W 321 p.n.e. przechwycił zabalsamowane zwłoki Aleksandra Wielkiego, które przewiózł do Memfis, a później do powstałej jako nowa stolica Aleksandrii. W tym samym roku wziął ślub z Eurydyką, córką Antypatra; ze związku tego urodziło się trzech synów i cztery znane z imienia córki. Był to element sojuszu Ptolemeusza, Kraterosa i Antypatra przeciw Perdikkasowi. W 321 p.n.e. armia dowodzona przez Perdikkasa wkroczyła na teren Egiptu, docierając pod Memfis. Ptolemeusz jednak pokonał bez walki Perdikkasa, którego wojsko przeszło na stronę satrapy Egiptu. Sam Perdikkas został zamordowany. Uczestnicy spisku przeciw Perdikkasowi zaproponowali Ptolemeuszowi objęcie po zabitym tytułu basileusa, ten jednak odmówił, rezygnując tym samym z walki o władzę nad całością dziedzictwa po Aleksandrze.
Około 320 p.n.e. Ptolemeusz przeniósł stolicę swojego państwa do nowo wybudowanej Aleksandrii. W pierwszych latach panowania uzyskał zwierzchnictwo nad Cyrenajką; ustanowił tam Offellasa, a później Magasa jako udzielnych władców. Około 314 p.n.e. zdławił bunt, który wybuchł przeciwko jego panowaniu na Cyprze (Zdaniem Ewy Wipszyckiej przejął nad nim kontrolę ok. 312 p.n.e.). Około 312 p.n.e. rozbił w bitwie pod Gazą wojska Demetriusza Poliorketesa. W wyniku tego starcia zdołał opanować Syrię i Fenicję, które jednak stracił na rzecz Demetriusza i Antygona rok później.W tym samym roku diadochowie zawarli krótkotrwały pokój, na mocy którego Ptolemeusz utwierdził się w posiadaniu Egiptu, części Libii i Arabii.

### Ogłoszenie królem i późny okres
Wkrótce wybuchła kolejna wojna Ptolemeusza z Antygonem. W 310 p.n.e. Ptolemeusz zajął Kos i kilka miast Azji Mniejszej. W 308 p.n.e. jego władza rozciągała się, poza Egiptem, na Cyrenajkę, Cypr, Likię, Karię, Kos i Andros oraz Korynt i Sykion. Około 306 p.n.e. jego flota poniosła klęskę z rąk Demetriusza Poliorketesa pod Salaminą Cypryjską. W efekcie utracił Cypr i Cyrenajkę, w której wybuchł bunt. Zdołał jednak odeprzeć najazd Antygona na Egipt, który nie doszedł do skutku głównie za sprawą warunków pogodowych. W owym czasie Ptolemeusz ogłosił się oficjalnie królem, podobnie jak jego rywal Antygon. W 304 p.n.e. pomógł mieszkańcom zaprzyjaźnionego Rodos odeprzeć atak Demetriusza; w wyniku tego Rodyjczycy oficjalnie ubóstwili Ptolemeusza i nadali mu przydomek Soter, co tłumaczy się jako "zbawca". Około 301 p.n.e. powtórnie przyłączył Cyrenajkę. Brał udział w koalicji, która doprowadziła do klęski Antygona, choć nie brał udziału w rozstrzygającej bitwie pod Issos w 301 p.n.e., zajmując w owym czasie południową Syrię Kilka lat później zawarł przymierze z Lizymachem skierowane przeciwko rosnącej potędze Seleukidów. Później doszło do zmiany sojuszy i Ptolemeusz sprzymierzył się z królem Seleukidów przeciwko Demetriuszowi Poliorketesowi. W latach 90. i 80. III wieku p.n.e. Ptolemeusz zajął Tyr i Sydon oraz rozpostarł kontrolę nad Wyspami Jońskimi.
W 285 p.n.e. wyznaczył swojego młodszego syna Ptolemeusza II następcą tronu Egiptu i jednocześnie współrządcą. Był on synem ze związku z Bereniką, córką Magasa, która łącznie urodziła mu co najmniej trójkę dzieci. Berenika, która wcześniej była kochanką Ptolemeusza, w 290 p.n.e. została jego oficjalną żoną. Z decyzją ojca o wyznaczeniu Ptolemeusza II następcą nie pogodził się Ptolemeusz Keraunos, którego w związku z tym władca wygnał z Egiptu.

## Charakter rządów
Rozbudowana za jego panowania Aleksandria stała się głównym ośrodkiem kultury hellenistycznej i centralnym ośrodkiem administracyjnym kraju. Założone przez niego Serapeum, Muzeum Aleksandryjskie (Muzejon) i Biblioteka Aleksandryjska były najważniejszymi ośrodkami naukowymi świata antycznego tego okresu, a wybudowaną na rozkaz Ptolemeusza latarnię morską na wyspie Faros uznawano za jeden z siedmiu cudów świata starożytnego. Był autorem dzieła opisującego historię wojen Aleksandra. Otaczał protekcją wielu ludzi kultury, np. Demetriusza z Faleronu, który przybył do Egiptu ok. 296 p.n.e. W jego otoczeniu najpewniej powstało dzieło Manetona opisujące historię Egiptu.
Ptolemeusz administrował Egiptem, wykorzystując zastane tradycje zarządzania, oparte na podziale na nomy. Uczynił Egipt centrum osadnictwa greckiego, a na najważniejszych urzędach obsadzał Greków. Usiłował rozpowszechnić synkretyczną religię będącą połączeniem tradycji egipskich i greckich. Jednym z kluczowych elementów tej religii miał być bóg Serapis, którego kult Ptolemeusz propagował.

## Lata panowania
- Od 323–305 p.n.e. – jako satrapa Egiptu
- Od 305–283 p.n.e. – jako król Ptolemeusz I Soter
- Od 285–283 p.n.e. – wspólnie z synem Ptolemeuszem II

## Tytulatura
| G5 |

| G5 |

| wr · r | F9 · F9 | sw | A43 | q · nw · n · a |

| wr · r | F9 · F9 | sw | A43 | q · nw · n · a |

| wr · r | F9 · F9 | sw | A43 | q · nw · n · a |

| wr · r | F9 · F9 | sw | A43 | q · nw · n · a |

| G5 |

| G5 |

| wr · r | F9 · F9 | sw | A43 | q · nw · n · a |

| wr · r | F9 · F9 | sw | A43 | q · nw · n · a |

| wr · r | F9 · F9 | sw | A43 | q · nw · n · a |

| wr · r | F9 · F9 | sw | A43 | q · nw · n · a |

| G16 |

| G16 |

| V15 · D40 | U31 | sxm | U31 | q | HqA | d · l · D40 |

| V15 · D40 | U31 | sxm | U31 | q | HqA | d · l · D40 |

| V15 · D40 | U31 | sxm | U31 | q | HqA | d · l · D40 |

| V15 · D40 | U31 | sxm | U31 | q | HqA | d · l · D40 |

| G16 |

| G16 |

| V15 · D40 | U31 | sxm | U31 | q | HqA | d · l · D40 |

| V15 · D40 | U31 | sxm | U31 | q | HqA | d · l · D40 |

| V15 · D40 | U31 | sxm | U31 | q | HqA | d · l · D40 |

| V15 · D40 | U31 | sxm | U31 | q | HqA | d · l · D40 |

| M23 · X1 | L2 · X1 |

| M23 · X1 | L2 · X1 |

| C12 | C1 | U21 · N35 · N36 |

| C12 | C1 | U21 · N35 · N36 |

| C12 | C1 | U21 · N35 · N36 |

| C12 | C1 | U21 · N35 · N36 |

| M23 · X1 | L2 · X1 |

| M23 · X1 | L2 · X1 |

| C12 | C1 | U21 · N35 · N36 |

| C12 | C1 | U21 · N35 · N36 |

| C12 | C1 | U21 · N35 · N36 |

| C12 | C1 | U21 · N35 · N36 |

| G39 | N5 |

| G39 | N5 |

| Q3 · X1 | V4 | E23 · Aa15 | M17 | M17 | S29 |

| Q3 · X1 | V4 | E23 · Aa15 | M17 | M17 | S29 |

| Q3 · X1 | V4 | E23 · Aa15 | M17 | M17 | S29 |

| Q3 · X1 | V4 | E23 · Aa15 | M17 | M17 | S29 |

| G39 | N5 |

| G39 | N5 |

| Q3 · X1 | V4 | E23 · Aa15 | M17 | M17 | S29 |

| Q3 · X1 | V4 | E23 · Aa15 | M17 | M17 | S29 |

| Q3 · X1 | V4 | E23 · Aa15 | M17 | M17 | S29 |

| Q3 · X1 | V4 | E23 · Aa15 | M17 | M17 | S29 |

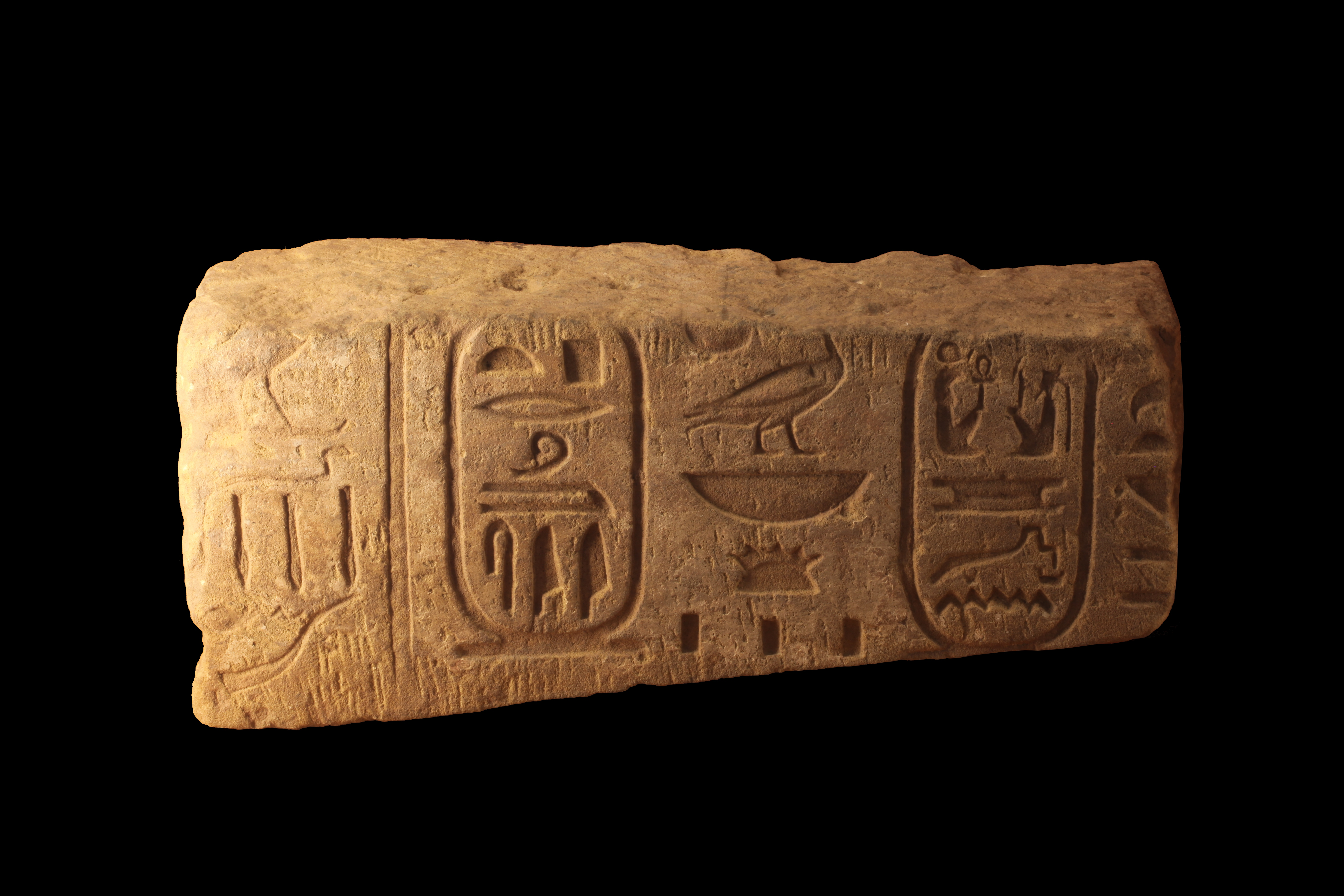
kartusze Ptolemeusza I

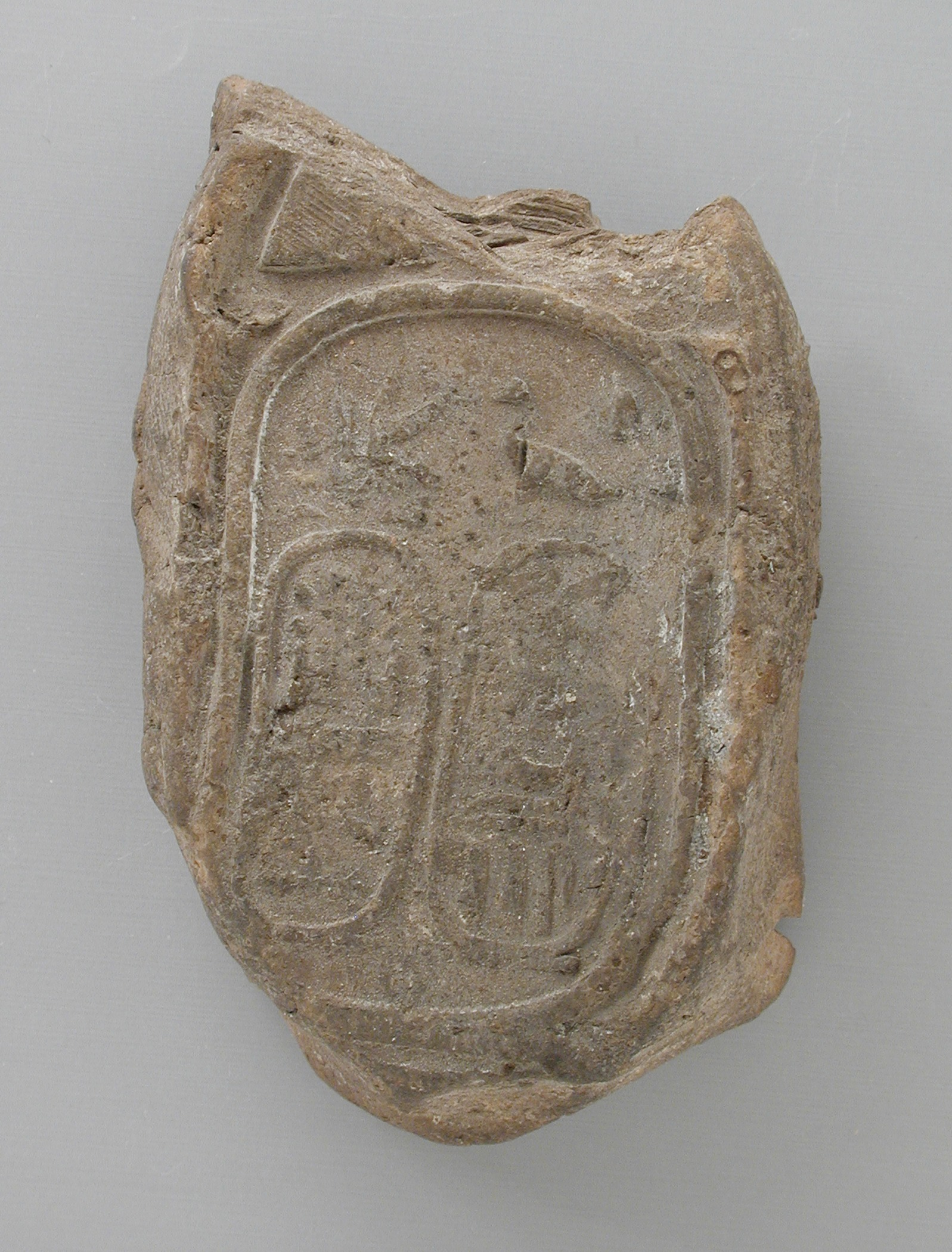
kartusze Ptolemeusza I

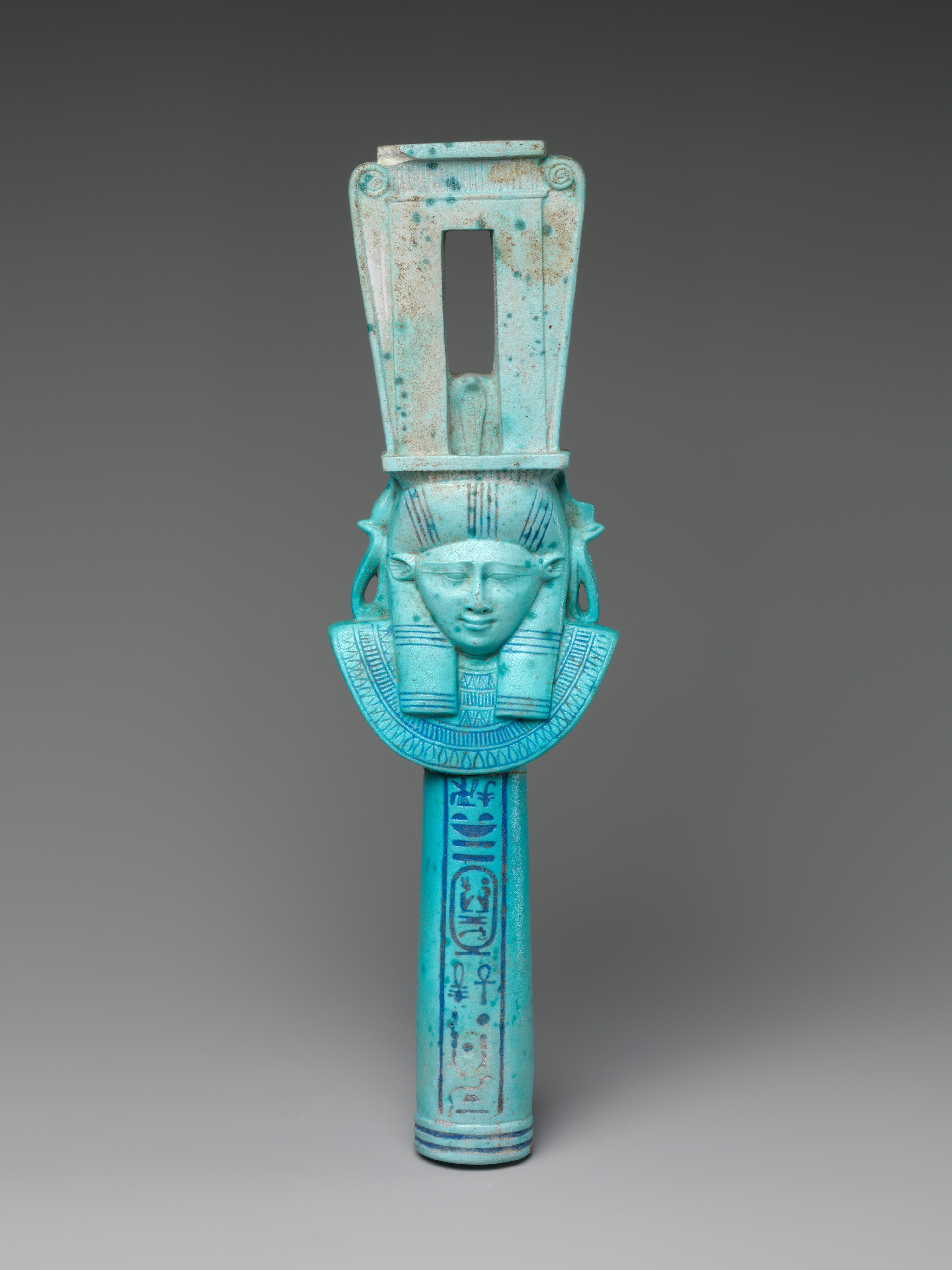
fajansowe sistrum z imieniem Ptolemeusza I

Poza wymienionymi znane są nauce dwa odmienne warianty zapisu imienia rodowego oraz dwa odmienne warianty imienia tronowego. Grecka tytulatura Ptolemeusza brzmiała basileus Ptolemaios I Theos Soter I – król Ptolemeusz, Bóg Zbawca